# Germán Márquez (beisbolista)
Germán Andrés Márquez (San Félix, Venezuela, 22 de febrero de 1995), más conocido como Germán Márquez, es un jugador profesional venezolano de béisbol que se desempeña en la posición de lanzador en Colorado Rockies, equipo de las Grandes Ligas de Béisbol (MLB).

## Carrera
En 2016, Márquez hizo su debut en la MLB con el equipo Colorado Rockies, donde lleva jugando nueve temporadas.